# Joepie Joepie is gekomen
Joepie Joepie is gekomen is een Nederlands kinderliedje. Het is een dansliedje (kringspel).

## Oudste vindplaatsen
Dit liedje werd in de jaren 1930 opgetekend uit de mondelinge overlevering tijdens de veldwerkopnames door Pol Heyns (1936-1940, archief VRT). Dit is de oudste vindplaats in de Nederlandse Liederenbank van het Meertens Instituut. De Liederenbank heeft geen enkel liedboekje dat dit liedje bevat.
Online zijn er twee liedboekjes te vinden die het liedje hebben afgedrukt, Kom je ook op mijn feestje? (1998) en Rijmpjes en Versjes uit Oma's Tijd (2005).

## Geschiedenis
In de jaren 1945-1950 was 'Joepie Joepie' populair bij de jongeren van 12-18 jaar van de Vrijzinnig Christelijke Jeugd Centrale in Den Haag als een simpel soort volksdansspel. De vooroorlogse volksdanscultuur was door vijf jaar nationaalsocialistische overheersing ernstig beschadigd. Een spelletje dat zonder deskundige leiding en zonder muzikale begeleiding gehuppeld kon worden voorzag als surrogaat voor een echte volksdans  in een behoefte. Ook toen het echte volksdansen,  Engels countrydansen, bij de VCJC weer vorm kreeg, bleef Joepie nog jarenlang in gebruik. 
Ook in andere plaatsen in het land en in NJN-kringen was  “hopsen” op 'Joepie-Joepie' bekend. Dat is ook de reden waarom de muziek opgenomen is in de  Beeraak, net als de Zevensprong of Schip moet zeilen. De originele gezongen tekst van het refrein telde 2 + 5 + 5 + 3 = 15 maal het woordje  “la” in plaats van de 4 “tra's” en 20 “la's” van de geschreven teksten. Dat klopt met het aantal noten in de melodie. De geschreven tekst veronderstelt kennelijk een refrein van 4 maten met 6 noten.

## Tekst
Volksliedjes kennen, door hun mondelinge overlevering, vaak vele (regionale en/of tijdgebonden) varianten in zowel tekst als melodie. De huidige tekst van het liedje gaat gewoonlijk als volgt (zie varianten onder deze liedtekst).
Joepie Joepie is gekomen

heeft m'n meisje weggehaald

maar ik zal er niet om treuren

gauw een ander weer gehaald.

Tralaa lalala

tralaa lalala

tralaa lalala

tra lala lala la.

### Tekstvarianten
Joepie joepie is gekomen
heeft mijn vriendje/meisje meegenomen
maar ik zal er niet om treuren
snel een ander opgehaald.
Tralaa lalalala (4 ×)

## Kringdans
Een groep kinderen staat in een cirkel opgesteld met de gezichten naar binnen. Een van de kinderen danst (huppelt) om de cirkel heen. Als het lied voor de tweede maal wordt gezongen, neemt hij een van de kinderen bij de hand en gezamenlijk huppelen ze nog een rondje. Daarna gaat het eerste kind op de plaats van het tweede staan. Dit herhaalt zich enige keren. De naam "Joepie" kan worden vervangen door de naam van een van de deelnemende kinderen.
Het spel wordt ook als volgt uitgelegd: de kinderen staan of lopen rond in een kring. Eén kind loopt binnenin de kring, zoekt een partner uit en danst daarmee naar een plek in de kring. Het eerste kind neemt plaats in de kring, het tweede kind staat nu in de kring en mag een partner kiezen.

## Herkomst en mogelijke betekenis
Het is onduidelijk of "Joepie Joepie" iets specifieks betekent. Er zijn meerdere mogelijke verklaringen aangevoerd.
Er is wel geopperd dat het lied zou dateren uit de tijd dat de pest heerste. De naam Joepie-Joepie zou een verbastering zijn van de naam Joost in de betekenis van Satan, en dus feitelijk verwijzen naar de dood. Er is echter geen historische bron uit de tijd van de pest die dit ondersteunt; de oudste vindplaats van dit liedje stamt uit de jaren 1930.